# Седрік Сансо
Седрік Сансо (фр. Cédric Sansot, нар. 13 квітня 1989) — французький футболіст, півзахисник клубу «Єнген Спорт». Виступав, зокрема, за клуби «Мажента» та «Тіга Спортс», а також національну збірну Нової Каледонії.
Клубний чемпіон Океанії.

## Клубна кар'єра
У дорослому футболі дебютував 2014 року виступами за команду клубу «Мажента». Своєю грою за цю команду привернув увагу представників тренерського штабу клубу «Гаїча», до складу якого приєднався 2015 року. Відіграв за команду з Нумеа наступний рік своєї кар'єри.
2016 року повернувся до клубу «Мажента». З 2017 року два сезони захищав кольори команди клубу «Тіга Спортс».
До складу «Єнген Спорту» приєднався 2019 року.

## Виступи за збірну
Дебютував у національній збірній Нової Каледонії 26 березня 2016 року у товариському матчі проти Вануату (2:1).
У складі збірної був учасником кубка націй ОФК 2016 року у Папуа Новій Гвінеї.

## Титули і досягнення
«Єнген Спорт»
- Клубний чемпіонат Океанії:
  -  Чемпіон (1): 2019